# Sony Xperia Z Ultra
Sony Xperia Z Ultra (кодове ім'я — Togari, модельний номер — C6802/XL39h, C6806, C6833, C6843, інші назви — Sony Xperia Z Ultra HSPA+, Xperia Z Ultra GPE, Z Ultra LTE) — це Android фаблет 2013 року випуску, розроблений та виготовлений Sony Mobile. Під кодовою назвою Togari, продавався як «найтонший у світі Full HD смартфон», є першим телефоном, який дозволяє користувачам робити нотатки або малювати за допомогою звичайної ручки чи олівця.
Як і Sony Xperia Z і Z1, телефон захищений від пилу та водонепроникний, що дозволяє занурюватися під воду на глибину 1,5 метра на термін до 30 хвилин (IP55/58), а також стійкий до розбиття та подряпин, що робить його найтоншим у світі смартфоном із сертифікацією IP.

## Дизайн
Xperia Z Ultra використовує той самий дизайн «Omni-Balance», що і Xperia Z. Поєднуючи загартоване скло як спереду, так і ззаду з металевою рамкою, фаблет описується як «привабливий гаджет», який має який має «мінімалістичну», але «стильну» привабливість і «преміум відчуття».
Розроблений так, щоб він мав ту ж ширину, що й паспорт, щоб він поміститься у звичайні кишені куртки. Металевий каркас також робить його зручнішим для утримання однією рукою.
Сам виробник чітко не вказує скло яке використовується у корпусі, але вважається, що це Gorilla Glass 3, за деякими даними - Dragontrail. Таке скло забезпечує захист від подряпин та ударів. Для додаткового захисту фаблет обклеєний стійкою до подряпин плівкою на яку й нанесено логотип Sony.
Габарити пристрою - 179,4 x 92,2 x 6,5 мм, вага - 212 грамів. Sony Xperia Z Ultra доступний у трьох кольорах: чорному, білому та фіолетовому. Кольоровий варіант визначається кольором заднього скла та рамки, а облямівка дисплею - чорна.

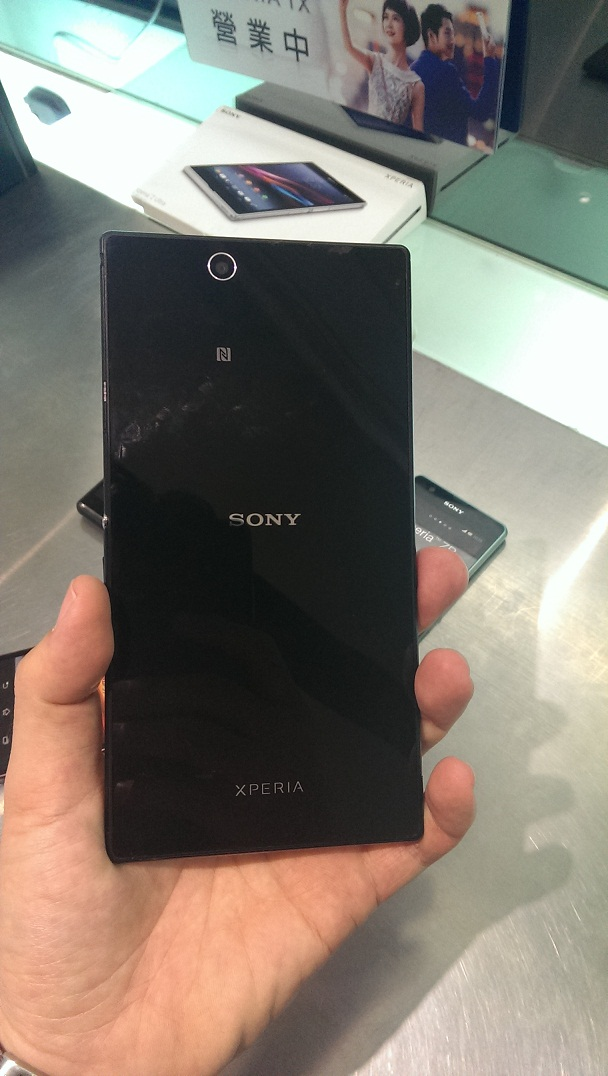
Sony Xperia Z Ultra задом
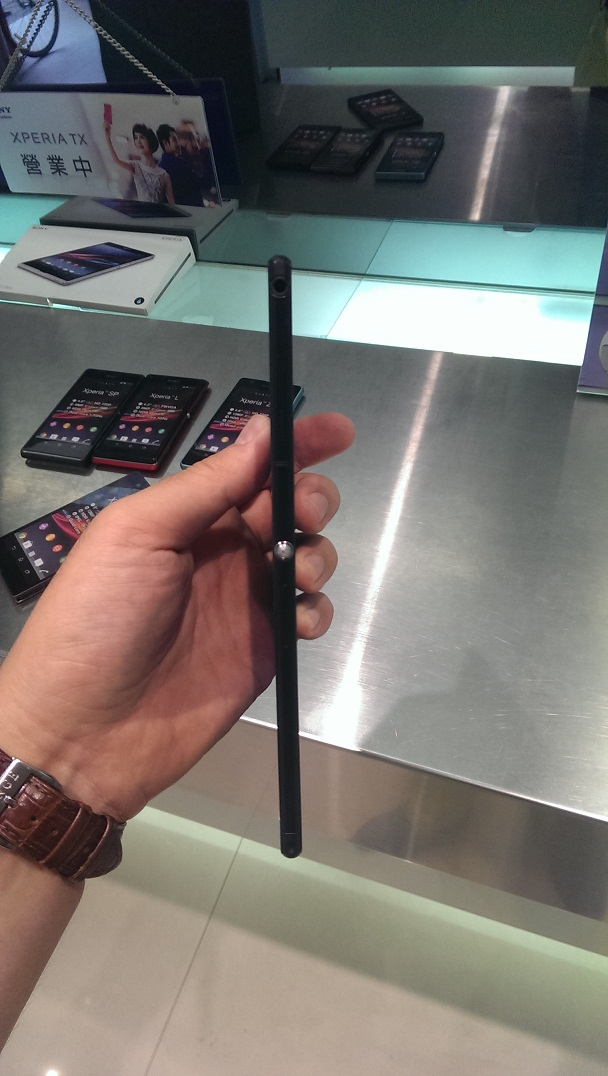
Sony Xperia Z Ultra передом

## Характеристики смартфону

### Апаратне забезпечення
За технічними характеристиками цей фаблет майже аналогічний смартфону Sony Xperia Z1. Він працює на базі чотириядерного процесора Qualcomm Snapdragon 800 (MSM8974), що працює із тактовою частотою 2,2 ГГц (архітектура ARMv7), 2 ГБ оперативної пам’яті і використовує графічний процесор Adreno 330 для обробки графіки. Пристрій також має внутрішню пам’ять об’ємом 16 ГБ, із можливістю розширення карткою microSDXC до 128 ГБ. Апарат оснащений 6,44-дюймовим (164 мм відповідно) дисплеєм із розширенням 1080 x 1920 пікселів із щільністю пікселів 342 ppi, що виконаний за технологією TFT. Він підтримує мультитач, для покращеного зображення використовується технології Sony Triluminos™ і X-Reality for mobile, а панель OptiContrast зменшує відбиття і забезпечує чіткіший перегляд навіть при яскравому сонячному світлі. Екран дуже чуйний і сумісний зі стилусом, а також звичайними олівцями або металевими ручками. Основна камера — 8 Мп із датчиком зображення Exmor R, який підтримує 16-кратний цифровий зум з автофокусом, HDR, розпізнавання обличчя. У наявності ще є фронтальна камера, на 2 Мп, обидві записують відео з роздільною здатністю 1080p. Дані передаються через роз'єм micro-USB, який також підтримує USB On-The-Go. Щодо наявності бездротових модулів Wi-Fi (802.11 a/b/g/n/ac), Bluetooth 4.0, NFC, DLNA, вбудована антена стандарту GPS + ГЛОНАСС, трансляція екрана через Miracast, DLNA. Весь апарат працює від Li-ion акумулятора ємністю 3050 мА·год.

## Програмне забезпечення
Xperia Z Ultra спочатку постачався із спеціальною версією Android 4.2.2 «Jelly Bean» від Sony, станом на 27 червня 2014 р, Xperia Z Ultra отримав оновлення Android 4.4.4 «KitKat». У смартфоні встановлено інтерфейс користувача від Sony та додаткові програми, включаючи медіа-програми Sony (Walkman, Альбоми і Фільми). Крім того, телефон має режим Stamina для акумулятора, який збільшує час роботи телефону в режимі очікування до 4 разів. Декілька програм Google (наприклад, Google Chrome, Google Play, Google Now, Google Maps і Google Talk) уже попередньо завантажені.
4 грудня 2015 року міжнародна версія Xperia Z Ultra отримала оновлення Android 5.1.1 від Sony.
Завдяки своєму розміру, екранну клавіатуру та набір номера телефону, можна перемикати в обидві сторони, щоб користувачі могли легко дістатися до всіх клавіш лише великим пальцем.
Для ігор, підтримується DualShock 3.
У Бразилії продається варіант C6843 з ТВ-тюнером 1seg.